# Eleições estaduais em Sergipe em 2014
As eleições estaduais em Sergipe em 2014 ocorreram em 5 de outubro como parte das eleições em 26 estados brasileiros e no Distrito Federal. Foram eleitos o governador Jackson Barreto, o vice-governador Belivaldo Chagas e a senadora Maria do Carmo Alves, além de oito deputados federais e vinte e quatro deputados estaduais numa contenda decidida em primeiro turno. Segundo a Constituição, o governador teria um mandato de quatro anos a começar em 1º de janeiro de 2015.
Advogado nascido em Santa Rosa de Lima e formado pela Universidade Federal de Sergipe em 1971, Jackson Barreto pertencia aos quadros do proscrito PCB na época do movimento estudantil, mas sua estreia na política ocorreu via MDB, legenda pela qual elegeu-se vereador em Aracaju em 1972, deputado estadual em 1974 e deputado federal em 1978, ingressando no PMDB com a restauração do pluripartidarismo em 1980. Reeleito deputado federal em 1982, votou a favor da Emenda Dante de Oliveira em 1984 e escolheu Tancredo Neves no Colégio Eleitoral em 1985, ano em que foi eleito prefeito da capital sergipana. Seu mandato como alcaide terminou de modo ruinoso quando o governador Antônio Carlos Valadares decretou intervenção em Aracaju causando a renúncia de Jackson Barreto em 12 de maio de 1988, o que não impediu a eleição do mesmo para vereador de Aracaju pelo PSB ainda em 1988.
Em 1990 estava filiado ao PDT, mas teve sua candidatura a senador impugnada pela Justiça Eleitoral. Eleito prefeito de Aracaju em 1992, Jackson Barreto renunciou para disputar o governo sergipano em 1994, contudo foi derrotado por Albano Franco. De volta ao PMDB perdeu a eleição para senador em 1998 e três anos depois assumiu a presidência do diretório estadual do PMN, elegendo-se deputado federal em 2002, mandato renovado pelo PTB em 2006. Filiado pela terceira vez ao PMDB, elegeu-se vice-governador na chapa de Marcelo Déda em 2010. Com a morte do titular, Jackson Barreto assumiu o governo segipano no final de 2013 e foi reeleito em 2014.

## Resultado da eleição para governador
Conforme dados do Tribunal Superior Eleitoral foram apurados 1.004.802 votos válidos (81,04%), 78.303 votos em branco (6,32%) e 156.786 votos nulos (12,65̥), resultando no comparecimento de 1.239.891 eleitores.
| Candidatos a governador do estado | Candidatos a vice-governador   | Número | Coligação                                                                                 | Votação | Percentual |
| --------------------------------- | ------------------------------ | ------ | ----------------------------------------------------------------------------------------- | ------- | ---------- |
| Jackson Barreto PMDB              | Belivaldo Chagas PSB           | 15     | Agora é o Povo (PMDB, PSB, PT, PSD, PCdoB, PRTB, PDT, PRP, PROS, PSDC, PRB)               | 537.793 | 53,52%     |
| Eduardo Amorim PSC                | Augusto Franco Neto PSDB       | 20     | Agora Sim (PSC, PSDB, DEM, PP, PTdoB, PSC, PTC, PSL, PTB, SD, PV, PPS, PHS, PMN, PR, PEN) | 415.641 | 41,37%     |
| Sônia Meire PSOL                  | Roberto Aguiar PSOL            | 50     | Frente de Esquerda – Lutar Para Transformar Sergipe (PSOL, PSTU, PCB)                     | 46.346  | 4,61%      |
| Betinho dos Santos PTN            | Lion Schuster PTN              | 19     | PTN (sem coligação)                                                                       | 3.034   | 0,30%      |
| Airton Costa Santos PPL           | José Vieira da Silva Filho PPL | 54     | PPL (sem coligação)                                                                       | 1.988   | 0,20%      |

## Resultado da eleição para senador
Conforme dados do Tribunal Superior Eleitoral foram apurados 916.104 votos válidos (73,89%), 139.357 votos em branco (11,24%) e 184.430 votos nulos (14,87%), resultando no comparecimento de 1.239.891 eleitores.
| Candidatos a senador da República | Candidatos a suplente de senador                              | Número | Coligação                                                                                 | Votação | Percentual |
| --------------------------------- | ------------------------------------------------------------- | ------ | ----------------------------------------------------------------------------------------- | ------- | ---------- |
| Maria do Carmo Alves DEM          | Ricardo Franco PTB Virginio de Carvalho PSC                   | 251    | Agora Sim (PSC, PSDB, DEM, PP, PTdoB, PSC, PTC, PSL, PTB, SD, PV, PPS, PHS, PMN, PR, PEN) | 448.102 | 48,91%     |
| Rogério Carvalho PT               | Emmanuel Nascimento PT Ivan Leite PRB                         | 131    | Agora é o Povo (PMDB, PSB, PT, PSD, PCdoB, PRTB, PDT, PRP, PROS, PSDC, PRB)               | 416.988 | 45,52%     |
| Edivaldo Leandro PSTU             | Edilson Profiro dos Santos PSTU Ercílio Bispo dos Santos PSTU | 161    | PSTU (sem coligação)                                                                      | 26.307  | 2,87%      |
| José Antônio Marques PCB          | Clélia dos Santos Melo PCB Reinaldo Santos Silva PCB          | 212    | PCB (sem coligação)                                                                       | 16.669  | 1,82%      |
| Moacir Cruz dos Santos PPL        | Enir Costa de Goes PPL Sandro Melo Matos PPL                  | 543    | PPL (sem coligação)                                                                       | 8.038   | 0,88%      |

## Deputados federais eleitos
São relacionados os candidatos eleitos com informações complementares da Câmara dos Deputados. Conforme o Tribunal Superior Eleitoral foram apurados 902.788 votos nominais (92%) e 78.515 votos de legenda (8%) resultando em 981.303 votos válidos. Esta quantidade de votos válidos (79,14%), somada aos 106.363 votos em branco (8,58%) e 152.225 votos nulos (12,28%), resultou no comparecimento de 1.239.891 eleitores.

Representação eleita
  PTB: 1
  SD: 1
  PSD: 1
  PMDB: 1
  PSB: 1
  PRB: 1
  PT: 1
  DEM: 1

| Número | Deputados federais eleitos | Partido | Votação | Percentual | Cidade onde nasceu    | Unidade federativa |
| 1414   | Adelson Barreto            | PTB     | 131.236 | 13,37%     | Aracaju               | Sergipe            |
| 7777   | Laercio Oliveira           | SD      | 84.198  | 8,58%      | Recife                | Pernambuco         |
| 5555   | Fábio Mitidieri            | PSD     | 83.401  | 8,50%      | Aracaju               | Sergipe            |
| 1515   | Fábio Reis                 | PMDB    | 80.895  | 8,24%      | Lagarto               | Sergipe            |
| 4040   | Valadares Filho            | PSB     | 68.199  | 6,95%      | Aracaju               | Sergipe            |
| 1010   | Pastor Jony                | PRB     | 53.455  | 5,45%      | Ponta Porã            | Mato Grosso do Sul |
| 1311   | João Daniel                | PT      | 52.959  | 5,40%      | São Lourenço do Oeste | Santa Catarina     |
| 2510   | Mendonça Prado             | DEM     | 44.263  | 4,51%      | Aracaju               | Sergipe            |

## Deputados estaduais eleitos
Foram eleitos vinte e quatro os deputados estaduais para a Assembleia Legislativa de Sergipe. Conforme o Tribunal Superior Eleitoral foram apurados 956.823 votos nominais (91,85%) e 84.891 votos de legenda (8,15%) resultando em 1.041.714 votos válidos. Esta quantidade de votos válidos (84,02%), somada aos 86.346 votos em branco (6,96%) e 111.831 votos nulos (9,02%), resultou no comparecimento de 1.239.891 eleitores.

Representação eleita
  PMDB: 4
  PSD: 3
  PTC: 3
  PSC: 2
  DEM: 2
  PP: 2
  PT: 2
  PRB: 1
  PSB: 1
  PDT: 1
  PTdoB: 1
  PCdoB: 1
  PSL: 1

| Número | Deputados estaduais eleitos  | Partido | Votação | Percentual | Cidade onde nasceu | Unidade federativa |
| 12345  | Sílvia Fontes                | PDT     | 42.613  | 4,09%      | Aracaju            | Sergipe            |
| 11222  | Maria Mendonça               | PP      | 35.192  | 3,38%      | Itabaiana          | Sergipe            |
| 55123  | Gustinho Ribeiro             | PSD     | 34.863  | 3,35%      | Aracaju            | Sergipe            |
| 15555  | Zezinho Guimarães            | PMDB    | 34.140  | 3,28%      | Aracaju            | Sergipe            |
| 55250  | Jeferson Andrade             | PSD     | 33.898  | 3,25%      | Aracaju            | Sergipe            |
| 55555  | Luiz Mitidieri               | PSD     | 33.847  | 3,25%      | Boquim             | Sergipe            |
| 36111  | Dr. Vanderbal                | PTC     | 32.794  | 3,15%      | Gararu             | Sergipe            |
| 15000  | Garibalde Mendonça           | PMDB    | 31.401  | 3,01%      | Aracaju            | Sergipe            |
| 20123  | Pastor Antônio               | PSC     | 31.219  | 3,00%      | Japaratuba         | Sergipe            |
| 15015  | Luciano Bispo                | PMDB    | 29.763  | 2,86%      | Itabaiana          | Sergipe            |
| 25555  | Augusto Bezerra              | DEM     | 27.755  | 2,66%      | Aracaju            | Sergipe            |
| 25333  | Goretti Reis                 | DEM     | 26.886  | 2,58%      | Lagarto            | Sergipe            |
| 15456  | Robson Viana                 | PMDB    | 26.875  | 2,58%      | Aracaju            | Sergipe            |
| 13900  | Prof. Ana Lúcia              | PT      | 26.334  | 2,53%      | Aracaju            | Sergipe            |
| 36123  | Dr. Gilson Andrade           | PTC     | 26.170  | 2,51%      | Itabaiana          | Sergipe            |
| 40123  | Luciano Pimentel             | PSB     | 26.158  | 2,51%      | Brumado            | Bahia              |
| 20000  | Valmir Monteiro              | PSC     | 26.032  | 2,50%      | Salgado            | Sergipe            |
| 13300  | Francisco Gualberto          | PT      | 25.405  | 2,44%      | São Cristóvão      | Sergipe            |
| 17123  | Capitão Samuel               | PSL     | 23.984  | 2,30%      | Malhador           | Sergipe            |
| 70555  | Paulinho das Varzinhas Filho | PTdoB   | 23.268  | 2,23%      | Aracaju            | Sergipe            |
| 11111  | Venâncio Fonseca             | PP      | 23.143  | 2,22%      | Boquim             | Sergipe            |
| 10000  | Jairo de Glória              | PRB     | 22.560  | 2,17%      | Aracaju            | Sergipe            |
| 36777  | Georgeo Passos               | PTC     | 20.233  | 1,94%      | Aracaju            | Sergipe            |
| 65555  | Padre Inaldo                 | PCdoB   | 14.510  | 1,39%      | Colônia Leopoldina | Alagoas            |